# José Marín
José Marín (Madrid, 1619 - en la mateixa ciutat el 8 de març de 1699) fou un cantor, guitarrista i compositor líric espanyol.
Fou rebut com a tenor en la capella reial de l'Encarnació de la capital d'Espanya, l'11 de desembre de 1644, i el rei Felip IV li concedí el 10 de gener de 1648 una plaça ordinària per via d'augment. La fama de Marín devia ser molt gran com a cantant, i també l'assolí com a compositor i mestre de cant, eclipsant tots aquests dots amb una vida borrascosa, digna dels herois de les novel·les picaresques; d'aquesta en són testimonis algunes dades que es troben en els Avisos de Barrionuevo, publicats per Antonio Paz y Meliá. Marín era prevere; complicat amb lladres i malfactors, prengué part en furts i assassinats, fou empresonat, sofrí turment, i a la fi carregat d'anys morí cristianament, rebent els últims sagraments.
Com a compositor de vena, a més del testimoni dels seus coetanis, ho diuen clarament les seves obres, que pertanyen al lirisme musical peculiar del segle xvii i es titulen Tonos o Pasacalles (serenates o romances se'n diria avui) i es conserven en diversos manuscrits que anaren a parar a la biblioteca d'Asenjo Barbieri, i d'allà a la Nacional, i que acrediten al seu autor de genial i molt inspirat. Pedrell en va publicar alguns en el Teatro lírico español anterior al siglo XIX (volum III).